# Oxylia
Oxylia – rodzaj chrząszczy z rodziny kózkowatych i podrodziny zgrzypikowych.

## Zasięg występowania
Przedstawiciele tego rodzaju występują w Azji Zachodniej oraz na Półwyspie Bałkańskim.

## Systematyka
Do Oxylia należą 2 gatunki:
- Oxylia argentata
- ziolarka bałkańska (Oxylia duponcheli(inne języki))